# Micaela (basquetebolista)
Micaela Martins Jacintho Zakrzeski  (Miracema, 12 de Junho de 1979) é uma basquetebolista profissional brasileira. Atualmente joga no Ourinhos Basquete.

## Carreira
Micael fez parte do elenco da Seleção Brasileira de Basquetebol Feminino, nas Olimpíadas de 2008.